# Герб Луганської народної республіки
Герб «Луганської народної республіки» — один із символів невизнаного самопроголошеного терористичного утворення «Луганська народна республіка», поряд з прапором та гімном.

## Опис
Герб затверджений 29 жовтня 2014 року. На ньому зображено грановану від кутів до центру червону п'ятипроменеву зірку, обрамленою білою облямівкою і золотими променями. Ліворуч і праворуч від зірки розташовані золоті пшеничні колоски, обвиті кольорами державного прапора «Луганської народної республіки» — блакитний, синій, червоний. За пшеничними колосами розташований вінок із дубового листя з кожного боку. Під зіркою розташований прапор терористичного угрупування, на кожній із кольорових смуг розташовані слова — «Луганская, Народная, Республика» зверху вниз відповідно. Напис виконаний російською мовою золотою шрифтовою гарнітурою із засічками. Над п'ятипроменевою червоною зіркою розташована восьмикінцева золота зірка, до якої зводяться обидві групи пшеничних колосків.

## Передісторія
До затвердження герба владою сепаратистського угрупування використовувалися три герби:
- у квітні-травні 2014 року — двоголовий орел з гербом Луганська та двома схрещеними кирками під ним (іноді без кирок), зображений також на першому прапорі «ЛНР»;
- у червні — липні 2014 року — варіація на тему герба Луганської області з деякими модифікаціями (стрічка кольорів українського прапора замінена на георгіївську, текст під щитом: «Луганская Народная Республика»;
- з кінця серпня по початок листопада 2014 року, без будь-якого офіційного твердження, на прапорах сепаратистського утворення з'явився новий герб, де щит із трьох частин обрамляли колосся та сузір'я, а під ним була розташована синя стрічка[4][3].

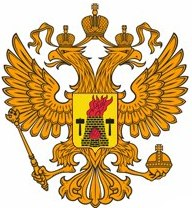
Герб «ЛНР» у квітні-травні 2014 року
Герб Луганської області
Герб «ЛНР» у липні-жовтні 2014 року